# Mount Williamson
Mount Williamson je druhá nejvyšší hora pohoří Sierra Nevada a současně druhá nejvyšší hora státu Kalifornie. Leží na jihovýchodě Kalifornie, v okrese Inyo County.

## Geografie
Mount Williamson leží přibližně 10 km severně od nejvyšší hory Sierry Nevady a Spojených států bez Aljašky Mount Whitney. Západně se nachází Národní park Sequoia, východně leží údolí Owens Valley a pohoří Inyo Mountains.